# Saldías
Saldías (em castelhano) ou Saldias (em basco) é um município da Espanha na província e comunidade foral (autónoma) de Navarra. Tem 8,95 km² de área e em 2021 tinha 114 habitantes (densidade: 12,7 hab./km²).

## Demografia
| Variação demográfica do município entre 1991 e 2004 | Variação demográfica do município entre 1991 e 2004 | Variação demográfica do município entre 1991 e 2004 | Variação demográfica do município entre 1991 e 2004 |
| --------------------------------------------------- | --------------------------------------------------- | --------------------------------------------------- | --------------------------------------------------- |
| 1991                                                | 1996                                                | 2001                                                | 2004                                                |
| 170                                                 | 157                                                 | 138                                                 | 126                                                 |